# Tracy Murray
Tracy Lamont Murray (* 25. Juli 1971 in Los Angeles) ist ein ehemaliger US-amerikanischer Basketballspieler.

## Werdegang
Nach seiner Schulzeit an der Glendora High School nahe seiner Geburtsstadt Los Angeles wechselte Murray an die University of California, Los Angeles (UCLA). Er blieb dort zwei Jahre, bestritt 98 Spiele, in denen er im Schnitt 18,3 Punkte je Begegnung erzielte.
Als Berufsbasketballspieler stand Murray bei mehreren Mannschaften der National Basketball Association (NBA) unter Vertrag und bestritt in der Liga insgesamt 666 Spiele. Mit den Houston Rockets gewann er 1995 den Meistertitel. Mit 16,2 Punkten je Begegnung erreichte Murray in der Saison 1995/96 bei den Toronto Raptors den Höchstwert seiner NBA-Zeit. Seine große Stärke war der Dreipunktewurf.
In den letzten Jahren seiner Laufbahn spielte er in Griechenland und Frankreich. 2005 wurde er mit Panathinaikos Athen griechischer Meister.
Murray wurde 2007 als Berichterstatter tätig, kommentierte fortan UCLA-Basketballspiele. Von 2007 bis 2009 war er zusätzlich bei der Mannschaft Bakersfield Jam in der NBA Developmental League Assistenztrainer und Berater. Im Jahr 2011 arbeitete er in der WNBA als Assistenztrainer bei Tulsa Shock. Im Oktober 2015 wurde Murray Mitglied des Trainerstabs der Los Angeles Lakers, in dem ihm die Aufgabe zukam, die Wurftechnik der Spieler zu verbessern.